# Tomáš Špidlík
Tomáš Cardeal Špidlík, S.J. (Boskovice, 17 de dezembro de 1919 - Roma, 16 de abril de 2010) foi um cardeal Tcheco.

## Biografia
Špidlík nasceu em 1919 em Boskovice, então Tchecoslováquia, hoje República Tcheca. Em 1938, ingressou no Departamento de Filosofia da Universidade de Brno, onde hoje é a República Tcheca. No ano seguinte, ingressou no noviciado jesuíta e após muitas interrupções na sua educação devido à Segunda Guerra Mundial, foi ordenado sacerdote da Companhia de Jesus em 22 de agosto de 1949, em Maastricht . em 1949. Um ano depois, em Florença, concluiu o período de formação como jesuíta.
Em 1951, Špidlík foi chamado a Roma pela Rádio Vaticano. Os programas transmitidos aos países atrás da Cortina de Ferro foram uma ajuda preciosa para uma liberdade que corria o risco de ser lenta mas inexoravelmente sufocada. Deste trabalho com a Rádio Vaticano nasceu uma missão especial que o acompanharia sempre e que o tornaria conhecido nos países apesar do seu domínio comunista. Entre outros, encontrou-se com Alexander Dubček, o antigo primeiro secretário do Comité Central do Partido Comunista da Checoslováquia, e com Václav Havel, que se tornou presidente da Checoslováquia e da República Checa após a queda do regime comunista. As homilias dominicais de Špidlík em tcheco foram traduzidas e publicadas em vários idiomas, incluindo polonês, romeno e italiano.
Ele viveu em Roma de 1951 até sua morte.
Em 1995, ele proferiu as meditações anuais do retiro quaresmal para o papa e funcionários da Cúria Romana. Em junho defendeu sua tese de doutorado no Pontifício Instituto Oriental de Roma. Esse ano marcou o início de sua carreira universitária como professor de Teologia Patrística e Espiritual Oriental em diversas universidades de Roma. Špidlík tornou-se conhecido como um especialista na espiritualidade do Cristianismo Oriental.
Durante 38 anos foi diretor espiritual do Pontifício Seminário Nepomuceno, antigo Seminário da Boêmia.
Em 21 de outubro de 2003, aos 83 anos, foi nomeado cardeal diácono da igreja titular de Santa Ágata dos Góticos. Embora não fosse cardeal votante, foi criado cardeal em reconhecimento aos seus escritos teológicos.
O Cardeal foi um autor prolífico e igualmente reconhecido nos campos acadêmico e internacional. Foi recebido no Kremlin, dirigiu os exercícios espirituais do Papa João Paulo II e da sua Cúria, e foi condecorado com a medalha da Ordem Masaryk, uma das mais altas honrarias do Estado Checo, pelo presidente Václav Havel.
Em 2005, Špidlík fez a meditação no primeiro dia do conclave de 2005, pouco antes da primeira votação. Devido à idade, ele não era elegível para participar da votação.
Ele morreu em Roma em 16 de abril de 2010.